# 음악 치료실
음악 치료실은 KBS 3라디오에서 방송했던 라디오 프로그램이다.

## 역사
2001년 10월 21일에 첫방송을 시작했으며, 원래는 오전 11시에 방송됐으나, 2002년 4월 7일부터 오전 10시로 시간대를 앞당겼고, 이후 2003년 6월 8일부터 아침 9시로 시간대를 앞당겨 방송하다가, 2003년 10월 19일 방송을 마지막으로 2년만에 폐지되었다.

## 역대 방송시간
| 방송 채널   | 방송 기간                          | 방송 시간                                                                                |
| ----------- | ---------------------------------- | ---------------------------------------------------------------------------------------- |
| KBS 3라디오 | 2001년 10월 21일 ~ 2002년 3월 31일 | 매주 일요일 오전 11:00 ~ 낮 12:00                                                        |
| KBS 3라디오 | 2002년 4월 7일 ~ 2003년 6월 1일    | 매주 일요일 오전 10:00 ~ 오전 11:00 (생방송), 매주 일요일 오후 4:00 ~ 오후 5:00 (재방송) |
| KBS 3라디오 | 2003년 6월 8일 ~ 2003년 10월 19일  | 매주 일요일 아침 9:00 ~ 오전 10:00 (생방송), 매주 일요일 오후 4:00 ~ 오후 5:00 (재방송)  |

## 역대 진행자
- 2001년 10월 21일 ~ 2002년 3월 31일 : 하은경
- 2002년 4월 7일 ~ 2002년 10월 20일 : 조혜진
- 2002년 10월 27일 ~ 2003년 10월 19일 : 정혜원